# História da paleontologia

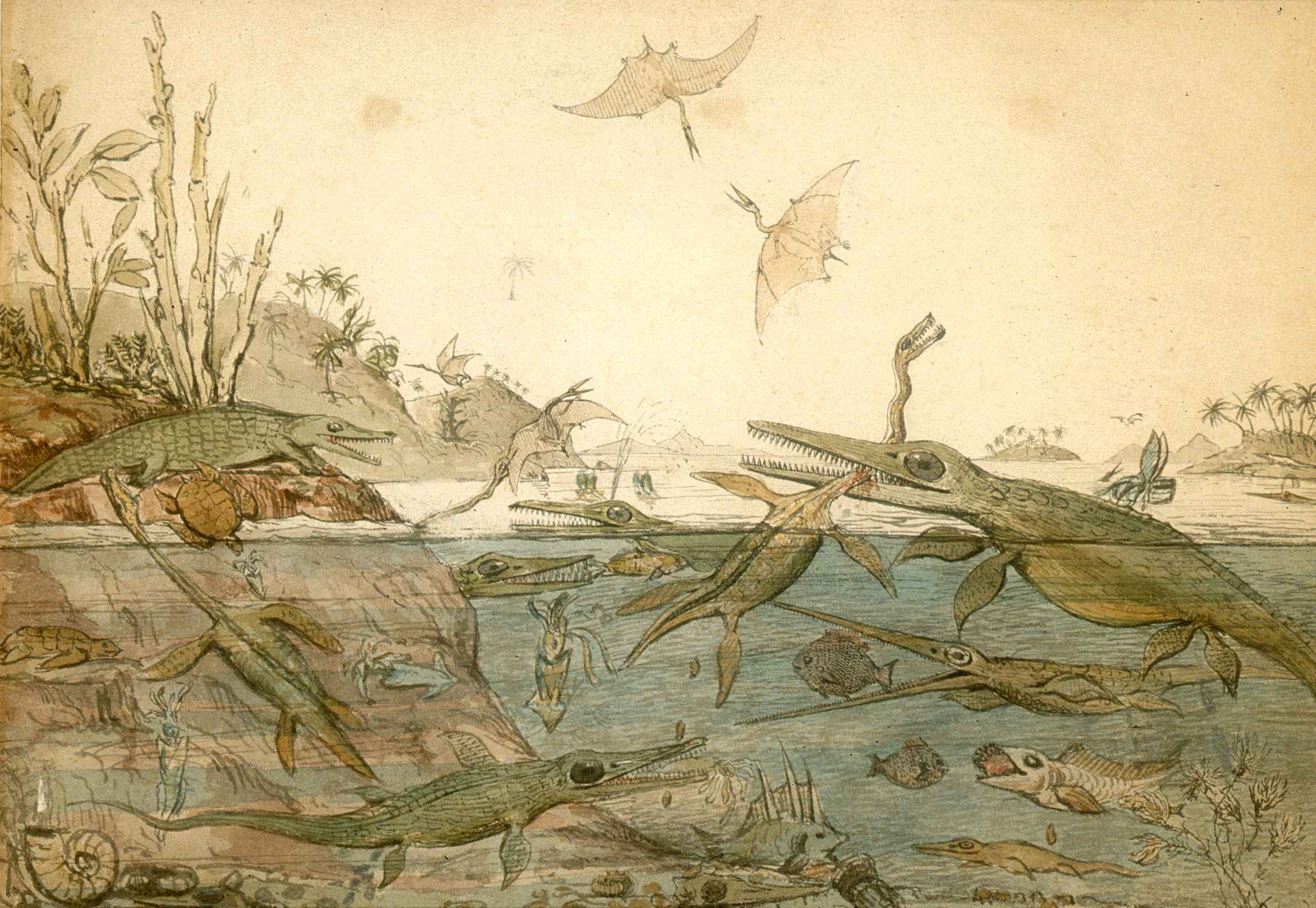
Duria Antiquior é uma gravura pintada em 1830 pelo geólogo Henry De la Beche baseado em fósseis encontrados por Mary Anning. O final do século XVIII e o início do século XIX compõem um momento de grandes mudanças na compreensão da história da vida na Terra.

A paleontologia é a disciplina científica que estuda o registro fóssil deixado pelos organismos vivos, procurando compreender a história da vida na Terra. Apesar de ser um campo da biologia, durante o seu desenvolvimento inicial esteve mais relacionada com a geologia, pois os fósseis eram objeto de estudo de áreas como a mineralogia e a estratigrafia. Até praticamente o final do século XVIII a palavra fóssil denominava qualquer objeto escavado, não importando sua origem, e mediante este tratamento os fósseis eram estudados por aquelas áreas científicas.
A história da paleontologia analisa a trajetória da relação que o homem estabeleceu com os fósseis desde a pré-história humana. Primeiramente, vistos como "joguetes da natureza" ou curiosidades, os fósseis somente passaram a ser objeto de um estudo sistematizado, após a constatação de sua origem biológica e de sua posição em uma escala de tempo, também ampliada por este mesmo estudo. Assim o estudo dos fósseis (o termo paleontologia, somente viria a ser cunhado em 1825, por Ducrotay de Blainville) emergiu como parte integral das mudanças na filosofia natural que ocorreram após a Revolução Científica. 
A origem dos fósseis e o seu significado na História Natural passaram a ser melhor compreendidos no final do século XVIII e início do século XIX, quando a comunidade científica passou a adotar como modelo os resultados dos trabalhos de Georges Cuvier (1769-1832). Estes estudos estavam baseados em seus princípios da anatomia comparada e levaram a instauração da paleontologia como ciência moderna, assim como da geologia. Desta forma, durante a primeira metade do século XIX houve um grande incremento na aquisição do conhecimento sobre a história da vida na Terra e também uma ampliação na escala de tempo geológico. Isto possibilitou a constatação de que houve algum tipo de ordenamento sucessivo no desenvolvimento da vida na Terra. Este fato contribuiu para a formulação de teorias de transmutação de espécies.
Após 1859, com a publicação do livro de Charles Darwin, A Origem das Espécies, a paleontologia passou a ter como um de seus principais objetivos a composição de sequências filogenéticas, procurando estabelecer as vias evolutivas.
Durante a segunda metade do século XIX houve uma grande expansão na atividade paleontológica, especialmente na América do Norte. A tendência continuou no século XX, com regiões adicionais da Terra tornando-se abertas ao estudo sistemático dos fósseis, como por exemplo a China, onde importantes descobertas foram realizadas. Na última metade do século XX intensificou-se o interesse no esclarecimento das extinções em massa e o seu papel na evolução da vida na Terra.

## Antes do século XVIII
Ainda no século VI a.C., Xenófanes de Cólofon foi mencionado por escritores posteriores de ter observado os restos de conchas de moluscos pelágicos nas montanhas, impressões de folhas em rochas de Paros, assim como várias evidências da presença antiga do mar nas terras altas de Malta, e atribuiu essas aparições às invasões periódicas do mar. O historiador Xanthus da Sardenha (circa 500 a.C.) também chamou a atenção para a ocorrência de conchas fósseis na Armênia, Frígia e Lídia, regiões distantes do mar, e concluiu que as localidades onde tais restos ocorriam tinham sido anteriormente o leito do oceano, e que os limites da terra e do oceano vinham constantemente sofrendo mudanças.
Shen Kuo (chinês: 沈括) (1031 - 1095), da dinastia Song, usou a evidência de fósseis marinhos escavados nas montanhas Taihang para inferir a existência de processos geológicos de geomorfologia e alterações do nível do mar ao longo do tempo. Usando a suas observações de bambus preservados e petrificados, encontrados soterrados em Yan'an, região de Shanbei, província de Shaanxi province, defendeu uma teoria de mudança do clima gradual, uma vez que Shaanxi ao se tratar de uma região de clima seco não seria um habitat propício para o crescimento de bambus.
Leonardo da Vinci (1452-1519), em um trabalho não publicado, chegou à mesma conclusão dos antigos gregos sobre as variações dos oceanos. No entanto, em ambos os casos, os fósseis eram restos completos de organismos marinhos que detinham grande semelhança com espécies atuais e como tal fáceis de serem identificadas, permanecendo a questão se os fósseis não assemelhados à nenhuma forma de organismo conhecida, também tinham origem orgânica.
Como resultado da nova ênfase na observação, classificação e catalogação da natureza, os filósofos naturais do século XVI na Europa começaram a estabelecer extensivas coleções de objetos fósseis, assim como também coleções de espécimes vegetais e animais, que eram frequentemente armazenados em gabinetes construídos para ajudá-los a organizar as coleções. Conrad Gesner publicou em 1565 um trabalho sobre fósseis que continha uma das primeiras descrições detalhadas sobre gabinetes e coleções. A coleção pertencia a um membro da extensa rede de correspondentes que Gesner se baseou para suas obras. Tais redes de correspondência informal entre os filósofos naturais e colecionadores tornou-se cada vez mais importante durante o curso do século XVI e foram precursores diretos das sociedades científicas que começam a se formar no século XVII. Essas coleções de gabinete e redes de correspondência desempenharam um papel importante no desenvolvimento da filosofia natural.
Entretanto, a maioria dos europeus do século XVI não reconheciam que os fósseis eram os restos de organismo vivos. A etimologia da palavra fóssil veio do latim para as coisas que havia sido desenterradas. Como isso indica, o termo foi aplicado a uma grande variedade de pedra e objetos  semelhantes à pedras sem levar em conta se eles poderiam ter uma origem orgânica. Escritores do século XVI, como Gesner e Georg Agricola estavam mais interessados em classificar tais objetos por suas propriedades físicas e místicas do que na determinação da origem de tais objetos. Além disso, a filosofia natural do período incentivou explicações alternativas para a origem dos fósseis. Tanto as escolas aristotélica e neoplatônica de filosofia deram apoio para a ideia de que os objetos de pedra poderiam crescer dentro da terra para se parecer com as coisas vivas. A filosofia neoplatônica sustentou que poderia haver afinidades entre objetos vivos e não-vivos que poderiam levar um a se assemelhar ao outro. A escola aristotélica sustentou que as sementes de organismos vivos poderiam entrar no solo e gerar objetos que lembrassem aqueles organismos.
No século XVII Nicolau Steno (1638 - 1686), estabeleceu um ordenamento temporal para os estratos geológicos, nos quais os fósseis eram encontrados. Esta relação estendeu-se para os fósseis contidos nestes estratos, levando-os a serem tratados como registros da história da vida na Terra. Com este tratamento surgiu o questionamento sobre o destino dos organismos que somente eram encontrados na forma fóssil. Os naturalistas que estudavam os fósseis, dividiam-se entre a defesa da ocorrência da extinção e a defesa da hipótese que propunha que tais organismos ainda deveriam ser descobertos em algum lugar do Globo. Somente após os trabalhos da anatomia comparada de Georges Cuvier serem aceitos pela comunidade científica, esta questão foi resolvida, pois possibilitaram as reconstruções paleontológicas, inclusive destes organismos extintos. 

## Século XVII

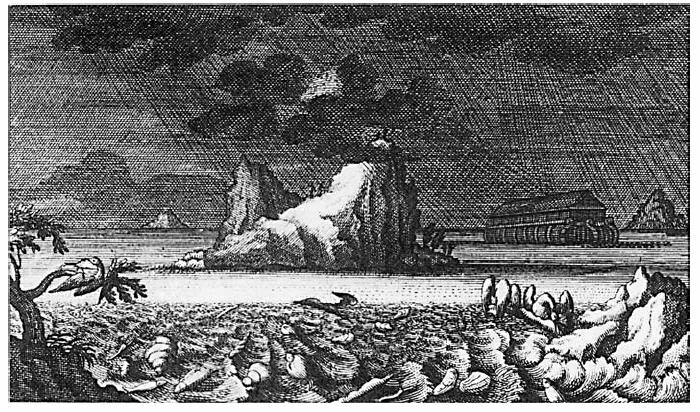
Johann Jakob Scheuchzer tentou explicar os fósseis usando o dilúvio biblíco em seu livro Herbarium of the Deluge (1709).

Durante o século XVII a História natural dos organismos vivos passou a utilizar métodos adotados pelos promotores da Revolução Científica, os quais produziram vários progressos no estudo dos fósseis. Em 1665, Athanasius Kircher atribuiu os ossos gigantes à extintas raças de humanos gigantes em seu livro Mundus subterraneus. No mesmo ano, Robert Hooke publicou o Micrographia, uma coleção ilustrada das suas observações com um microscópio. Uma dessas observações foi intitulada Of Petrify'd wood, and other Petrify'd bodies, que incluía uma comparação entre madeira comum e petrificada. Hooke acreditou que os fósseis provinham evidência sobre a história da vida na Terra, escrevendo em 1668:

...if the finding of Coines, Medals, Urnes, and other Monuments of famous persons, or Towns, or Utensils, be admitted for unquestionable Proofs,that such Persons or things have, in former times had a being, certainly those Petrifactions may be allowed to be of equal Validity and Evidence, that there have formerly been such Vegetables or Animals... and are true universal Characters legible to all rational Men.

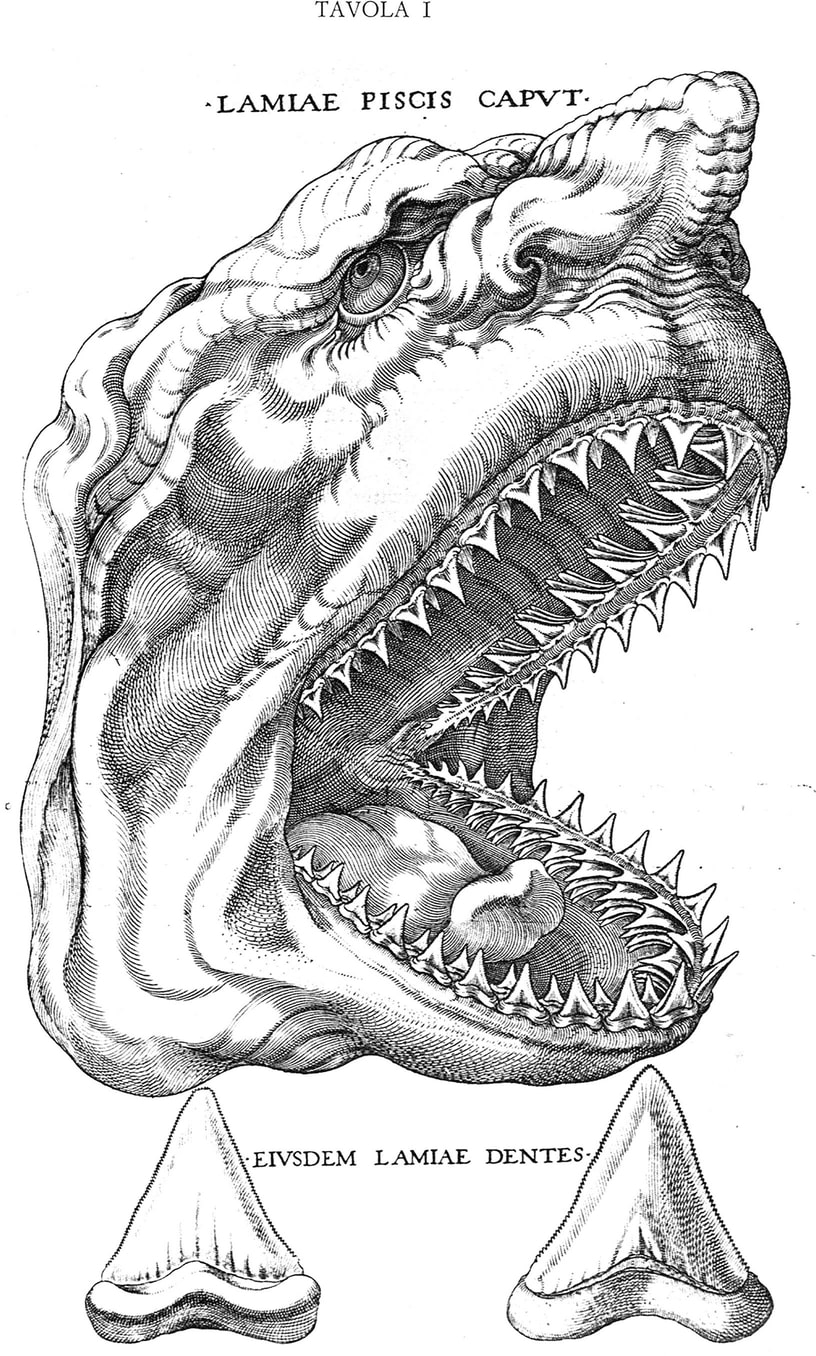
Ilustração do artigo de Steno de 1667 mostrando a cabeça de tubarão e seu dente ao lado de um dente fóssil para comparação.

Em 1667, Nicholas Steno escreveu um artigo sobre uma cabeça de tubarão que tinha dissecado.  Ele comparou os dentes do tubarão com o com objetos fósseis comuns conhecidas como línguas de pedra. Ele concluiu que os fósseis deviam ter sido dentes de tubarão. Steno então teve um interesse na questão dos fósseis, e para abordar algumas das objeções à sua origem orgânica começou a estudar estratos rochosos. O resultado deste trabalho foi publicado, em 1669, como um precursor para a Forerunner to a Dissertation on a solid naturally enclosed in a solid. Neste livro, Steno estabeleceu uma distinção clara entre objetos como cristais de rocha que realmente se formaram dentro das rochas e dos fósseis, como conchas e dentes de tubarão, que se formaram fora dessas rochas. Steno percebeu que certos tipos de rochas foram formados pela deposição sucessiva de camadas horizontais de sedimentos e que os fósseis eram os restos de organismos vivos que tinham sido enterrados naqueles sedimentos. Steno que, como quase todos os filósofos naturais do século XVII, acreditava que a Terra tinha apenas alguns milhares de anos, recorreu ao dilúvio bíblico como uma possível explicação para os fósseis de organismos marinhos que estavam longe do mar.
Apesar da influência considerável de Forerunner, naturalistas como Martin Lister (1638-1712) e John Ray (1627-1705) continuaram a questionar a origem orgânica de alguns fósseis. Eles estavam particularmente preocupados com objetos como fósseis de amonitas, que Hooke alegou terem uma origem orgânica, e que não se pareciam com nenhuma espécie viva conhecida. Isso levantou a possibilidade da extinção, que eles acharam difícil de aceitar, por razões filosóficas e teológicas. Em 1695, Ray escreveu para o naturalista galês Edward Lluyd queixando-se de tais pontos de vista: "... there follows such a train of consequences, as seem to shock the Scripture-History of the novity of the World; at least they overthrow the opinion received, & not without good reason, among Divines and Philosophers, that since the first Creation there have been no species of Animals or Vegetables lost, no new ones produced".

## Século XVIII
A História natural do século XVIII recebeu grandes contribuições por parte dos naturalistas Carolus Linnaeus e Buffon. o primeiro propôs um sistema de classificação dos organismos vivos (Taxonomia) que incluiu os fósseis, mas sem tratá-los como integrantes do mundo vivo, ou seja, considerando-os como parte do reino mineral. Por sua vez, Georges-Louis Leclerc (Conde de Buffon), em sua monumental obra, a Histoire Naturelle, os considerava como importante fontes de dados sobre a história dos seres vivos. Nos volumes em que tratou dos fósseis ele os mencionava como "monumentos históricos" e este tratamento influenciou Georges Cuvier que promoveu a instauração da Paleontologia como ciência moderna, com seus trabalhos iniciados ainda no século XVIII, como por exemplo, suas Memória sobre as espécies de elefantes viventes e fósseis de 1796, que promoveu definitivamente a aceitação da Extinção biológica ocorrendo durante a história da vida na Terra. 

## Século XIX
Após o estudo sobre os "elefantes fósseis" Georges Cuvier empreendeu uma enorme quantidade de estudos com grandes quadrúpedes pretendendo reforçar a aceitação da Extinção. Esses trabalhos visavam também divulgar seus métodos da Anatomia comparada e seu programa de pesquisas para toda a História natural, no qual, pela primeira vez, os fósseis eram classificados como restos de organismos vivos, e que portanto poderiam contar sua própria história. Com os avanços produzidos pelos estudos sobre fósseis de Georges Cuvier, alguns naturalistas perceberam no registro fossilífero que, ao longo do tempo, os organismos extintos eram substituídos por outras espécies. Cuvier explicaria essa sucessão de faunas propondo sua teoria do Catastrofismo, que defendia que após um único evento de surgimento da vida na Terra, houve diversas extinções provocadas por Catástrofes naturais. Após essa Catástrofe natural, a região atingida permanecia durante um tempo desabitada, sendo posteriormente ocupada por animais migrantes de regiões não atingidas pela catástrofe. Mas em função do próprio avanço do estudo dos fósseis durante o século XIX, sua teoria do Catastrofismo acabou sendo desacreditada e substituída pela Teoria da evolução das espécies proposta por Charles Darwin, a qual dava conta de explicar tanto a Extinção, como o surgimento de novas espécies no registro fóssil.

## Avanços tecnológicos
Nos últimos anos, a paleontologia tem se beneficiado de avanços significativos em tecnologias de imagem, como a tomografia computadorizada (CT), a microtomografia de raios X e a tomografia por radiação síncrotron. Essas ferramentas permitem a visualização não destrutiva da morfologia interna de fósseis, incluindo tecidos moles fossilizados. 